# Cumanagoto jezik
Cumanagoto jezik (ISO 639-3: cuo), izumrli indijanski jezik kojim su govorili pripadnici iastoimenog plemena Cumanagoto na istočnoj obali venezuelskog primorja. Pripadao je obalnoj podskupini sjevernokaripskih jezika.

## Rječnik
Engleski/Francuski/španjolski/hrvatski/ 	Cumanagoto
- One/Un/Uno/jedan 	Tivin
- Two/Deux/Dos/dva 	Asakve
- Three/Trois/Tres/tri	Asorau
- Man/Homme/Hombre/čovjek 	Uaikíri
- Sun/Soleil/Sol/sunce 	Veyu
- Moon/Lune/Luna/mjesec 	Nonum
- Water/Eau/Agua/voda 	Tuna
- Head/Tête/Cabeza/glava 	Puyat
- Eye/Oeil/Ojo/oko 	Enur
- Corn/Maïs/Maíz/kukuruz 	Añaze[2]

## Vanjske poveznice
- Ethnologue (14th)
- Ethnologue (15th)